# Крегжде, Евгения Витальевна
Евге́ния Витальевна Кре́гжде (род. 15 июля 1982, Рига) — российская актриса театра и кино. Заслуженная артистка Российской Федерации (2021).

## Биография
Евгения Крегжде родилась 15 июля 1982 года в Риге. Имеет русско-латышское происхождение. Окончила Театральное училище имени Б. В. Щукина в 2005 году (курс М. Б. Борисова). В том же году принята в Театр имени Евгения Вахтангова.
Летом 2009 года получила приглашение от партнёров по скетч-шоу «Даёшь молодёжь!» Михаила Башкатова и Андрея Бурковского принять участие в фестивале КВН «Голосящий КиВиН 2009» в составе команды «МаксимуМ». Сыграв роль любовницы Бурковского, Евгения Крегжде вместе с томской командой стала обладателем второго приза фестиваля — «Большого КиВиНа в светлом».
В 2016 году в паре с фигуристом Повиласом Ванагасом участвовала в шоу Первого канала «Ледниковый период-6». Они заняли второе место в этом проекте.

## Награды
- 2016 — Театральная премия «Хрустальная Турандот» в номинации «Лучшая женская роль» за роль Катерины в спектакле «Гроза» (постановка Уланбека Баялиева)[5].
- 2021 — Заслуженная артистка Российской Федерации[2].

## Театральные постановки
Театр имени Вахтангова
- Вахтангов. Путь к Турандот — Марина Цветаева
- «Чулимск прошлым летом» по пьесе А. Вампилова «Прошлым летом в Чулимске» — Валентина
- «Мадемуазель Нитуш» — Дениза, ученица пансиона
- «Али-Баба и сорок разбойников» — Фатима, жена Касема
- «Сирано де Бержерак» — Сестра Беата, Воришка
- «Ёжик в тумане» — Зайка
- «За двумя зайцами»
- «Посвящение Еве»
- «Мелкий бес»
- «Пристань» — барышня-студентка
- «Правдивейшая легенда одного квартала»
- «Берег женщин»
- «Троил и Крессида»
- «Мера за меру»
- «Дядя Ваня» — Соня
- «Евгений Онегин» — Татьяна Ларина
- «Бесы» — Лиза
- «Пер Гюнт» — Мать
- «Гроза» — Катерина
- «Король Лир» — Корделия, Шут

Театральный центр на Страстном
- «Эти свободные бабочки».

Театральная компания «Свободная сцена»
- «Старший сын» — Нина

## Фильмография
| Год       |     | Название                           | Роль                          |
| --------- | --- | ---------------------------------- | ----------------------------- |
| 2003      | с   | Инструктор                         | в эпизоде «Братство кентавров |
| 2004      | с   | Ландыш серебристый 2               | Даша                          |
| 2004      | ф   | На Верхней Масловке                | Анна Борисовна в молодости    |
| 2006—2007 | с   | Любовь как любовь                  | Катя Филимонова               |
| 2008      | с   | Петровка, 38. Команда Семёнова     | Света                         |
| 2008      | с   | Срочно в номер 2                   | Соня                          |
| 2010      | ф   | Дядя Ваня (фильм-спектакль)        | Соня (Софья Александровна)    |
| 2011      | ф   | Понаехали тут                      | Алёна                         |
| 2011      | ф   | Пристань (фильм-спектакль)         | барышня-студентка             |
| 2012      | ф   | Берег женщин (фильм-спектакль)     | Имя персонажа не указано      |
| 2012      | ф   | Троил и Крессида (фильм-спектакль) | Крессида                      |
| 2013      | ф   | Географ глобус пропил              | Сашенька                      |
| 2013      | ф   | Евгений Онегин (фильм-спектакль)   | Татьяна Ларина                |
| 2013      | ф   | Совсем не простая история          | Ласточкина                    |
| 2014      | с   | Умельцы                            | Аня Московцева                |
| 2014      | кор | Ex.amen                            | Имя персонажа не указано      |
| 2016      | с   | Эти глаза напротив                 | Нина                          |
| 2016      | с   | Обратная сторона Луны 2            | Надя                          |
| 2018      | ф   | Папа, сдохни                       | Оля                           |
| 2018      | с   | Теория вероятности                 | Матильда, крупье              |
| 2018      | ф   | Заповедник                         | Таня, жена Константина        |
| 2018      | кор | Соло                               | Имя персонажа не указано      |
| 2019      | с   | Заступники                         | Марина                        |
| 2020      | с   | Псих                               | Людмила, суррогатная мать     |
| 2021      | ф   | Корпорация Ad Libitum              | Ника                          |
| 2022      | ф   | Белый список                       | Мельникова                    |
| 2022      | ф   | Волны                              | главная роль                  |
| 2024      | с   | Выжившие                           | Гала                          |

## Телешоу
- 2006—2007 — юмористическая программа «Женская лига», первый сезон
- 2009—2012 — «Даёшь молодёжь!» — исполнительница разных ролей
- 2011 — Нереальная история — Наталия Гончарова, жена Пушкина